# Туссен, Мари
Мари Туссен (фр. Marie Toussaint; род. 27 мая 1987, Лилль) — французский политический деятель. Член партии «Экологисты» («Европа. Экология — Зелёные», EELV). Депутат Европейского парламента с 2019 года. Заместитель председателя фракции «Зелёные — Европейский свободный альянс» (Greens/EFA).

## Биография
Родилась 27 мая 1987 года в Лилле.
Её родители участвовали в Международном движении за оказание помощи бедствующим группам населения — «Четвёртый мир» (ATD Fourth World).
Выросла в Бодро.
В возрасте 18 лет присоединилась к партии «Европа. Экология — Зелёные» (EELV).
Была волонтёром эквадорской инициативы «Ясуни-ИТТ» (внешнеполитический проект правительства Республики Эквадор в области экологии) по сохранению национального парка «Ясуни».
В 2015 году стала соучредителем некоммерческой организации Notre Affaire à Tous. Вместе с фондом Fondation pour la nature et l'homme (FNH), «Гринпис Франции» и «Оксфам Франции» организация Notre Affaire à Tous 17 декабря 2018 года инициировала судебный иск против государства Франция за бездействие  в отношении борьбы с изменениями климата, в поддержку которого было собрано более 2 млн подписей. Обращение к правительству было названо «Делом века» (L'Affaire du siècle).
Баллотировалась на выборах в Европейский парламент в мае 2019 года на четвёртом месте в партийном списке. По результатам выборов избрана депутатом Европейского парламента. Стала членом Комитета по промышленности, исследованиям и энергетике (ITRE). Переизбрана по результатам выборов в Европейский парламент в июне 2024 года, на которых возглавляла список. 25 июня избрана заместителем председателя фракции «Зелёные — Европейский свободный альянс» (Greens/EFA).